# Sebastián Alfredo de Morales
Sebastián Alfredo de Morales ( 1823 - 1900 ) fue un botánico, poeta y médico cubano , de mediados del siglo XIX.
Estudió Medicina en la Universidad de La Habana pero, por su activismo independentista, fue deportado a las Filipinas donde estudia Botánica con un religioso español. Ejerce allí la medicina alopática. Y luego pasa desterrado a Venezuela, donde se gradúa de doctor en medicina homeopática.
En sus constantes viajes colecta moluscos, y formará una completa colección. Entre 1884 y 1894 escribe una importante obra Flora de Cuba (1893), de 4 tomos, siendo premiadoo en París, en 1900. Sin embargo, esta obra no pudo ser publicada. Realizó provechosas colaboraciones con el naturalista Poey. Publica además Flora arborícola de Cuba, aplicada (1887).
El Dr. de Morales fue profesor y alma mater de su sobrino el Dr. Manuel de J. Presas y de Morales (1845-1874), una promesa de las Ciencias naturales de Cuba, frustrada por su muerte a los 29 años de edad.
Fue fundador en 1864 de la Sección de Ciencias Físicas, Naturales y Matemáticas del Liceo de Matanzas, primera institución científica de esta región cubana, la cual realizó una destacada labor de investigación de la naturaleza del territorio.
Se casa con la poeta Catalina Rodríguez 

## Algunas publicaciones en poesía[1]
- Morales, SA de. Poemas: La tarde del huerto, Al dolor, A Natalia, A Natalia después de un año, La fuente del Soto, La voz de la tormenta, El beso
- ----. Poemas: A Polonia, Lágrimas, El paso de las pirámides por Napoleón 1º
- ----. Plácido el poeta, biografía
- ----. Plano de una parte de Versalles mostrando el lugar aproximado donde fue fusilado Gabriel de la Concepción Valdés (Plácido), 1909
- ----. "Poesías Completas. Con Doscientas Diez Composiciones Inéditas, su Retrato y un Prólogo Biográfico, de Valdés, Gabriel De La Concepción (Plácido). 679 pp. 1886

- La abreviatura «Morales» se emplea para indicar a Sebastián Alfredo de Morales como autoridad en la descripción y clasificación científica de los vegetales.[2]